# Körfez
Körfez ist eine Stadtgemeinde und Landkreis in der Provinz Kocaeli, in der Marmararegion der Türkei.

## Geografie
Sie liegt am Nordufer des Marmarameeres und grenzt im Westen an Dilovası und Gebze, im Norden an die Provinz Istanbul, im Osten an Derince und im Süden an den Golf von İzmit. Die Fläche beträgt etwa 301 km², und die Bevölkerung beläuft sich auf rund 180.000 Einwohner (Stand 2023). Durch Körfez verlaufen wichtige Verkehrsachsen wie die Europastraße E80 und die Fernstraße D-100, außerdem führt die Eisenbahnstrecke Istanbul-Haydarpaşa – Ankara durch die Stadt. Rund 15 Kilometer nordwestlich liegt der 647 Meter hohe Berg Karakayalı Tepesi.

## Geschichte
Der Ort wurde erstmals im Jahr 1420 als Yarımca erwähnt. Am 3. Mai 1964 erhielt er den Status einer Stadtgemeinde (Belediye). 1988 wurde der Landkreis Körfez durch das Gesetz Nr. 3392 gebildet, das Teile der Landkreise Dilovası, Gebze und Derince zusammenfasste. Im Rahmen der Verwaltungsreform von 2013 wurden 16 Dörfer in Mahalle (Stadtviertel) umgewandelt, wodurch sich die Gesamtzahl der Mahalle auf 36 erhöhte.

## Verwaltung
Der Landkreis Körfez wurde 1988 durch das Gesetz Nr. 3392 gebildet und setzte sich zusammen aus:
- acht der 54 Dörfer des zentralen Bucak im zentralen Landkreis (Merkez İlçe),
- zwei Dörfern des Bucak Mollafeneri im Landkreis Gebze,
- sieben Dörfern des Bucak Hereke im Landkreis Gebze, einschließlich der Belediye Hereke.[8]

Die Gemeinden Hereke (7 Mahalle) und Kirazlıyalı (1 Mahalle) wurden bereits 2008 durch das Gesetz Nr. 5747 in die Kreisstadt eingemeindet und zu Mahalle (Stadtvierteln) herabgestuft.
Im Rahmen der Verwaltungsreform von 2013 wurden zudem 16 weitere Dörfer in Mahalle umgewandelt. Die vorher bestehenden 20 Mahalle blieben dabei erhalten, wodurch sich die Gesamtzahl der Mahalle auf 36 erhöhte. Jedes Mahalle wird von einem Muhtar, einem gewählten örtlichen Beamten, geleitet.
Ende 2020 lebten im Durchschnitt 4.807 Menschen in jedem Mahalle. Das bevölkerungsreichste Mahalle war Yavuz Sultan Selim mit 22.450 Einwohnern, gefolgt von Mimar Sinan mit 20.548 und Güney mit 18.720 Einwohnern.
Körfez ist zudem ein wichtiger Verkehrsknotenpunkt. Durch die Stadt führt die Strecke der Anatolischen Eisenbahn von Istanbul-Haydarpaşa nach Ankara, die eine bedeutende Verbindung zwischen der europäischen und asiatischen Seite der Türkei darstellt.

## Wirtschaft
Die Wirtschaft von Körfez ist stark durch die Industrie geprägt. Bedeutende Unternehmen wie Petkim (Chemieindustrie), Tüpraş (Raffinerie am Marmarameer) und İsdaş (Transport und Logistik) haben dort ihren Sitz. Tüpraş betreibt eine der größten Raffinerien der Türkei direkt am Marmarameer, und die Tochtergesellschaft Körfez Ulaştırma A.Ş. ist im Schienengüterverkehr tätig.

## Kultur und Sehenswürdigkeiten
In Körfez befindet sich das historische Herrenhaus von Kaiser Wilhelm II., das auf die deutsche Geschichte der Region verweist. Außerdem ist die Region durch die Hereke-Teppiche bekannt, die für ihre hochwertige Handwerkskunst weltweiten Ruhm genießen. Kulturelle Veranstaltungen und traditionelle Feste finden regelmäßig statt, die jedoch noch detaillierter dokumentiert werden könnten.

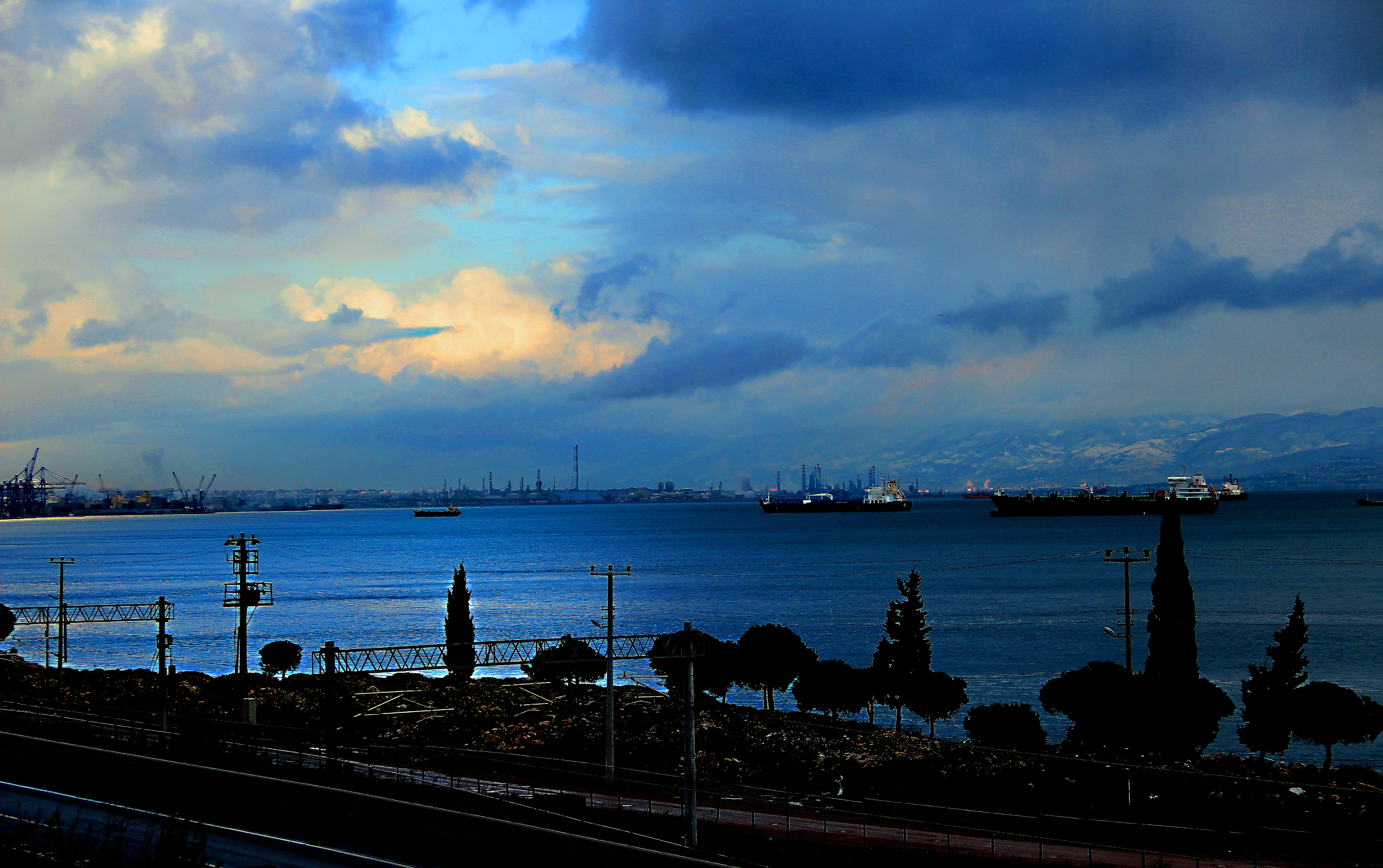
Stadtansicht
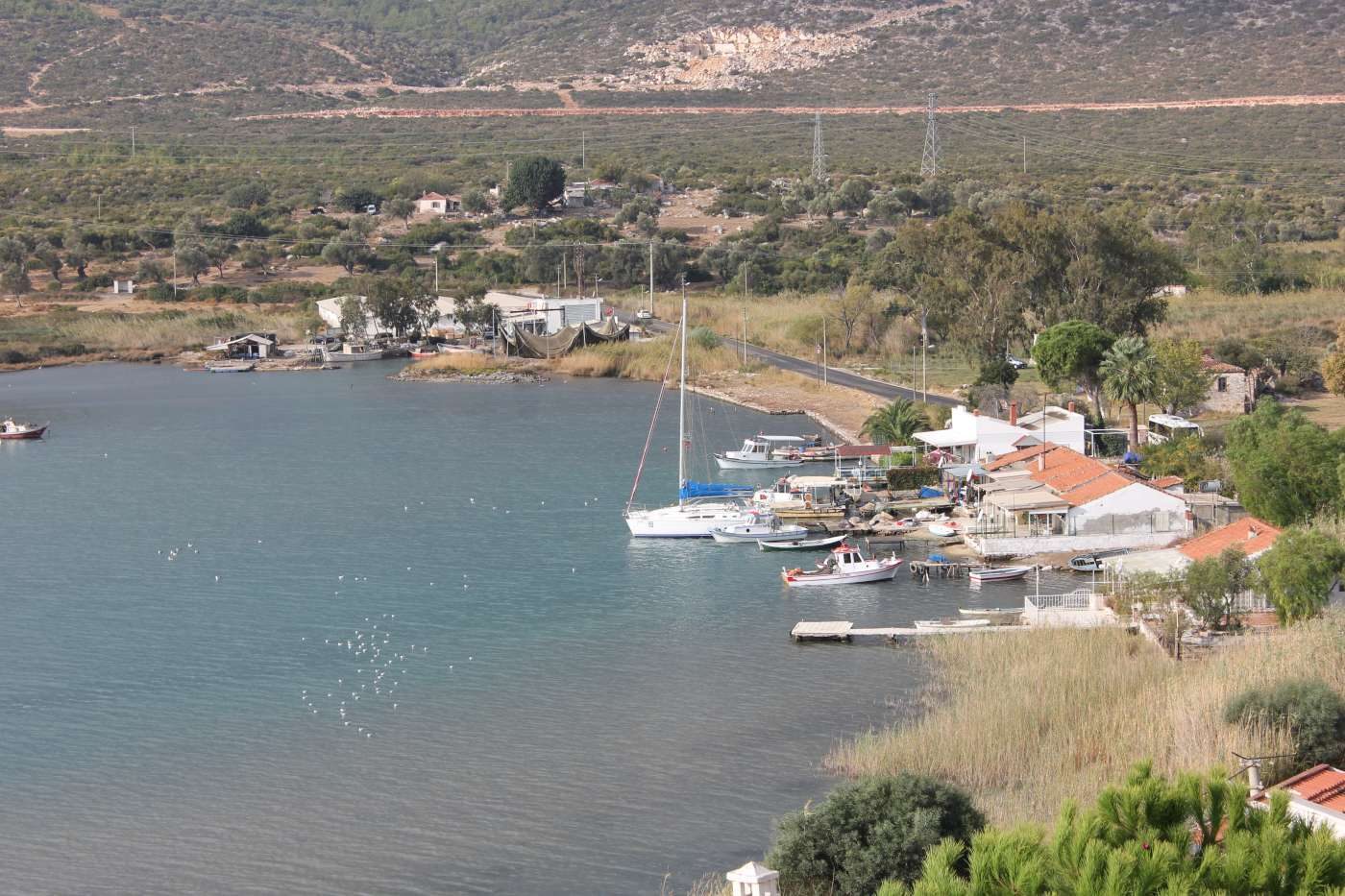
Die Marina von Körfez
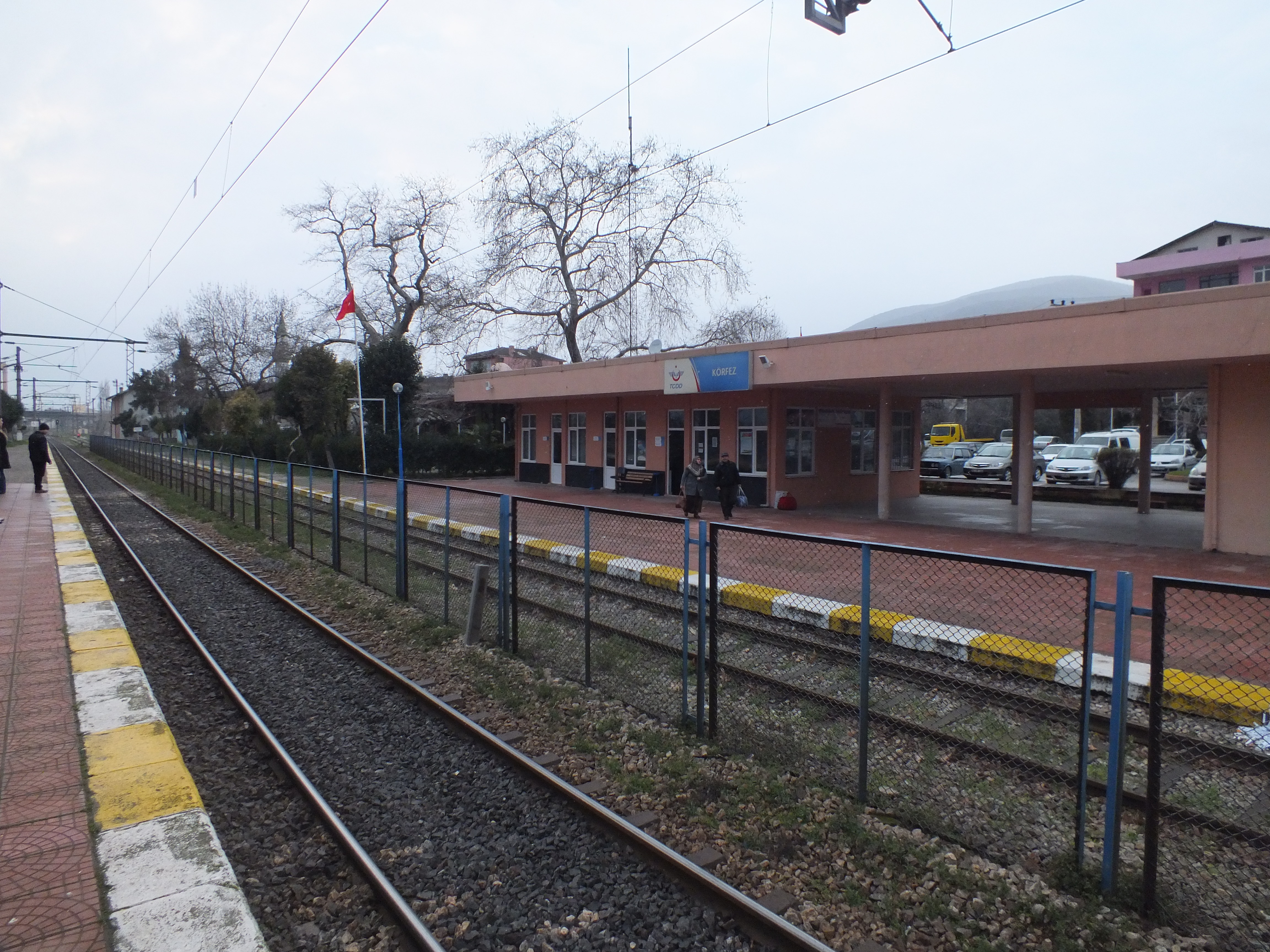
Der Bahnhof von Körfez

## Bildung und Infrastruktur
Körfez verfügt über mehrere Bildungseinrichtungen, darunter Schulen und Berufsausbildungszentren. Die Verkehrsanbindung ist über die Straßen E80 und D-100 sowie die Eisenbahnlinie Istanbul-Ankara gewährleistet. Der internationale Flughafen Istanbul ist etwa 100 Kilometer entfernt und gut erreichbar.

## Persönlichkeiten
Körfez hat einige bekannte Persönlichkeiten hervorgebracht, vor allem aus den Bereichen Motorsport, Fußball, Para-Judo und Musik. Im Folgenden sind einige davon aufgeführt:

### Motorsport
Die Region ist besonders bekannt für ihre Motorsportler, die national und international Erfolge erzielten.
- Sinan Sofuoğlu (1982–2008) gewann 2005 die türkische Meisterschaft und nahm 2006 an Rennen der Motorrad-Weltmeisterschaft teil. Er verstarb nach einem Trainingsunfall auf dem Körfez-Rennkurs.
- Bahattin Sofuoğlu († 2002) war ein mehrfacher türkischer Meister in der Supersport-Klasse A und Teil der bekannten Sofuoğlu-Motorsportfamilie.

### Fußball
Auch im Fußball hat Körfez Talente hervorgebracht, die in verschiedenen türkischen Vereinen aktiv sind oder waren.
- Muhammet Özkal (* 1997) ist ein Verteidiger, der bei verschiedenen türkischen Vereinen spielte, darunter auch Körfez SK in seiner Jugend.
- Şenol Akın (* 1984) begann seine Fußballkarriere bei Körfez Belediyesi Hereke Yıldızspor.
- Orhan Akyüz (* 15. Mai 1954 in Hereke, Kocaeli) begann seine Karriere in Hereke.[18][19]

### Para-Judo
- Merve Uslu (* 1994) ist eine türkische Para-Judoka mit Sehbehinderung, die in Körfez lebt und mehrfach nationale und internationale Medaillen gewann.

### Musik
Körfez hat auch eine aktive Musikszene mit diversen lokalen Künstlern, die verschiedene Musikstile vertreten.
- Lokale Musiker wie Furkan S., Buğra S. und Günay G. bieten ihre Dienste für Events und Veranstaltungen in Körfez an.[20]